# Parmenonta minor
Parmenonta minor là một loài bọ cánh cứng trong họ Cerambycidae.